# کبیر احمد
کبیر احمد (بنگالی: কবির আহমেদ؛ ۲ فوریهٔ ۱۹۳۵ – ۳ ژانویهٔ ۲۰۱۹) بازیکن و مربی فوتبال اهل پاکستان بود.
وی همچنین در تیم ملی فوتبال پاکستان بازی کرده است.